# Коновалюк, Валерий Ильич
Валерий Ильич Коновалюк (род. 31 августа 1966, Донецк) — украинский государственный и общественный деятель. Доктор экономических наук (2004). Академик Академии экономических наук Украины. Депутат Верховной рады Украины ІІІ—IV и VI созывов. Автор 20 научных работ и 150 законопроектов.
Кандидат в Президенты Украины на выборах 2014 года. Председатель политической партии «Всеукраинское объединение „Новая Украина“» (с 2014 г.).

## Биография
Окончил Донецкий индустриальный техникум, где учился в 1981—1985 годах. В 1985 году работал слесарем АТП.
Окончил Московское высшее общевойсковое командное училище имени Верховного Совета РСФСР, где учился в 1985—1989 годах, инженер.
В 1989—1992 годах служил в Германии помощником военного коменданта в Висмаре и Берлине, затем был уволен в запас. В 1992—1993 годах обучался в Немецкой финансовой академии в Мюнхене. В 1993 году по правительственной программе профессиональной переподготовки военнослужащих получил специальность «экономика и организация производства».
В 1993—1995 годах — директор АО «Укрэнергоресурс», президент донецкой телерадиокомпании «ВИКО».
В 1995—1996 годах — заместитель председателя исполкома по вопросам планирования, финансов и бюджета Куйбышевского райсовета Донецка.
В 1996—1998 годах — консультант зампредседателя и первого зампредседателя, с назначением губернатором в мае 1997 года В. Ф. Януковича с того же месяца советник председателя, с июля 1997 года по апрель 1998 года заместитель по организационно-кадровой работе главы Донецкой облгосадминистрации Виктора Януковича. Как отмечает «Новая газета», поскольку Янукович первое время избегал публичности, заявления от его имени делал Коновалюк.
В 1995 году Валерий Коновалюк создал и возглавил Народно-патриотический союз Донбасса.
В 1998 году избран народным депутатом Верховной рады Украины III созыва, был первым заместителем председателя парламентского комитета по вопросам бюджета. Входил в депутатскую группу «Трудовая Украина», перейдя через два года во фракцию «Регионы Украины», а затем в «Партию регионов».
В 2004 году стал Доктором экономических наук. Успешно защитил кандидатскую диссертацию: «Экономическое развитие промышленных регионов» и докторскую диссертацию на тему: «Государственное регулирование монополий добывающей промышленности» (Институт экономики промышленности НАНУ).
В Верховную раду VI созыва был избран от блока «За единую Украину!». В апреле 2005 года перешёл из Партии регионов в «Трудовую Украину». После ухода председателя партии Сергея Тигипко в отставку Коновалюк встал во главе «Трудовой Украины».
3 августа 2007 года «Трудовая Украина» влилась в «Партию регионов». На досрочных парламентских выборах 2007 года Коновалюк стал депутатом Верховной рады VI созыва.
Летом 2009 года был избран председателем Всеукраинского союза военнослужащих и ветеранов Вооруженных сил Украины.
В июне 2010 года Указом № 719/2010 был назначен Советником Президента Украины (вне штата).
Весной 2013 года обвинил президента Януковича в провале реформ и масштабах коррупции и сложил полномочия советника и покинул Партию регионов.
30 марта 2014 года он был зарегистрирован в Центральной избирательной комиссии кандидатом в Президенты Украины как самовыдвиженец.
Коноволюк внес[куда?] свои предложения предложения[какие?] по урегулированию конфликта на Юго-Востоке Украины, а также немедленно создать «коридор» для выведения семей военнослужащих из Крыма.
В апреле 2014 года В. Коновалюк подал иск в Высший административный суд Украины в отношении председателя Верховной рады, и. о. главы государства Александра Турчинова за бездействие по ситуации с Автономной Республикой Крым. В середине апреля 2014 года кандидат в президенты Украины Коновалюк посетил Евромайдан, где призвал всех кандидатов в президенты сесть за круглый стол и вместе искать решение, необходимое для восстановления мира на Украине. Позже Валерий Коновалюк вызвал Владимира Путина на поединок по дзюдо с целью решения всех спорных вопросов между Украиной и Россией на татами.
30 апреля 2014 г. в ходе визита в страны ЕС и США, Коновалюк представил свой план действий по урегулированию кризиса на Украине в Конгрессе США с сенаторами и членами Палаты представителей, а также во многих «мозговых центрах» от Атлантического совета до Фонда Карнеги. Также во время визита В.Коновалюк дал расширенное интервью американскому телеканалу, где заявил, что Европа должна дать Украине сигнал о поддержке[значимость факта?].
17 мая 2014 г. во время съезда общественной организации ВО «Новая Украина» единогласно был избран главой политической партии «Всеукраинское объединение „Новая Украина“».

## Реформаторская деятельность
За время своей депутатской каденции Валерий Коновалюк стал автором целого ряда законопроектов: «О внесении изменений в бюджетный кодекс Украины»; «О государственном финансовом контроле»; «О Государственном казначействе»; «О Регламенте Верховной Рады Украины»; «О финансировании охраны здоровья и обязательном медицинском страховании на Украине»; «Трудовой кодекс», реформе правоохранительных органов; «Об использовании электронных социальных карточек при предоставлении и получении льгот, услуг, выплат и других социальных гарантий».
В частности ещё в 2003 г. В.Коновалюк предлагал усилить контролирующие функции государства за расходованием бюджетных денег и одновременно вовлечь последние в реальную экономику. «Сейчас казначейство подчинено Министерству финансов, но мы считаем, что оно должно быть центральным органом исполнительной власти, — сказал народный депутат. С одной стороны такое повышение статуса Госказначейства позволит создать действенные механизмы контроля за расходованием бюджетных средств: без утвержденных норм и статей, предварительной проверки целевого использования, финансирование выделяться не будет. С другой — нововведение поможет избежать затягивания кассового исполнения местных бюджетов: в случае недостатка денег, ассигнования будут поступать автоматически. Наконец, предлагаемое абсолютно прозрачное выполнение бюджетных программ даст возможность без какого-либо риска использовать временно свободные средства Госказначейства не только для участия в межбанковском кредитном рынке».
В 2010 г. Коновалюк подал в Верховную раду Украины законопроект касаемо кардинальной реформы системы здравоохранения в стране. Со слов нардепа, его обсуждение и принятие затягивалось, потому как заинтересованные в дерибане «медицинских» денег лица всеми способами этому препятствовали. В законопроекте идет речь об обязательном медицинском страховании, усилении ответственности медицинских работников, разработке специальных систем качества медицинского обслуживания, внедрении медицинских стандартов, которые регламентируют услуги и так далее. Всего на первоначальный этап реформы, по словам Коновалюка, необходимо около 1,5 миллиарда гривен. Если она будет проходить успешно, адекватное медицинское обслуживание украинцы получат через три-пять лет.
В то же время Коновалюк неоднократно критиковал действующую коррупционную систему в медицинской сфере Украины. «Устойчивая в последнее десятилетие смертность в Украине соизмерима с 32-м годом, когда граждане умирали от голодомора», — отметил нардеп. Он также напомнил, что на Украине высокая смертность от сердечно-сосудистых заболеваний, туберкулеза, онкологических заболеваний. При этом он отметил, что в стране недооценивают масштабы и ситуацию с заболеваемостью.
в 2011 г. Валерий Коновалюк был соавтором идеи создания Украинской полиции.
В 2014 г. В.Коновалюк презентовал общественности новый проект Трудового кодекса Украины. Проектом предусмотрено, что трудовой договор может быть заключен между работником и работодателем только в письменной форме. По его словам, также предлагается новация о режиме ненормированного рабочего времени с ограничением его продолжительности в рамках — 2 часа в день, 120 часов в год. Коновалюк подчеркнул, что в проекте Трудового кодекса «предусмотрены две сферы регулирования оплаты труда — на государственном и договорном уровнях». По его словам, «впервые на законодательном уровне предлагается закрепить материальную ответственность работодателя за вред, причиненный имуществу работника».

### Работа в комиссии по изучению законности поставок украинского оружия
2 сентября 2008 года был назначен на пост главы временной следственной комиссии по изучению законности поставок оружия. Комиссия, в частности, занималась изучением поставок в Грузию оружия, применявшегося грузинскими войсками во время войны в августе 2008 года. В ходе расследования Коновалюк неоднократно говорил о выявленных нарушениях в экспорте оружия, обвиняя президента Виктора Ющенко в участии в незаконных сделках, осуществлённых «в поле личных бизнес-интересов Ющенко и Саакашвили» и махинации по поставкам оружия в Грузию. По данным комиссии, для продажи Грузии несколько зенитно-ракетных комплексов «Бук» были сняты с боевого дежурства.
В октябре 2008 года Коновалюк заявил, что власти начали готовить различные провокации, выразив тревогу за жизнь ряда членов комиссии, а 11 ноября заявил, что, по предварительной информации о проверке Главного контрольно-ревизионного управления, выявлена схема отмывания украинских денег, в результате которой «государственному бюджету Украины был нанесен колоссальный ущерб». 17 ноября Служба безопасности Украины заявила, что заявления Коновалюка «являются инсинуациями в ущерб национальной безопасности Украины». 4 декабря 2008 года министр обороны Украины Юрий Ехануров своим приказом лишил Коновалюка офицерского звания «подполковник запаса». По словам Коновалюка, это было сделано с целью дискредитировать в глазах общественности отчёт комиссии. Партия регионов назвала решение Еханурова «политической расправой», потребовав его отставки.

## Взгляды
Коновалюк возложил ответственность за газовый конфликт 2009 года на власти Украины: «То, что сегодня происходит в энергетическом секторе Украины, — это плата за неэффективную и безответственную государственную власть. Её лживые заявления и систематические нарушения всех достигнутых договоренностей серьёзно вредят международному имиджу страны. Если уже сейчас не принять действенных мер, Украину ожидает самый масштабный за всю историю энергетический кризис. <…> Сегодняшнее правительство Украины обречено на отставку, поскольку его популистская политика уже привела к глубокому экономическому и политическому коллапсу».

## Награды
- Заслуженный экономист Украины.
- Ордена «За заслуги» ІІ и ІІІ степеней
- Почетная грамотой Верховной рады Украины (2003)
- Почётная грамота Кабинета Министров Украины (2004)[38].

## Увлечения
Дзюдо (мастер спорта), теннис и книги. Экс-президент федерации дзюдо Донецкой области (1996—2003). Владеет немецким и английским языками.

## Личная жизнь
Валерий Коновалюк воспитывает четырёх детей. От первого брака у него двое детей — дочь Евгения (1993) и сын Владислав (1996). Женат вторым браком на украинской телеведущей и журналистке Валерии Ушаковой. Двое детей: Илья и Лукия (2015).